# باول ببكر
باول ببكر (بالإنجليزية: Paul Baker)‏ (5 يناير 1963 بنيوكاسل أبون تاين في المملكة المتحدة - ) هو لاعب كرة قدم بريطاني في مركز الهجوم. لعب مع سكونثورب يونايتد ونادي توركي يونايتد ونادي ساوثهامبتون ونادي غيلينغهام ونادي كارلايل يونايتد ونادي ماذرويل ونادي هارتلبول يونايتد ونادي يورك سيتي ونادي بليث سبارتانز ودورهام سيتي ‏ وبيدلينجتون تيريرز ‏ وبيشوب أوكلاند ‏.

## وصلات خارجية
- باول ببكر على موقع قاعدة بيانات كرة القدم.إي يو (الإنجليزية)
- باول ببكر على موقع Soccerbase.com (لاعب) (الإنجليزية)